# Saulnes
Saulnes (Luxemburgs: Zounen) is een gemeente in het Franse departement Meurthe-et-Moselle (regio Grand Est). Saulnes telde op 1 januari 2022 2.261 inwoners.
De gemeente maakt deel uit van het arrondissement Briey en sinds begin maart 2015 is het onderdeel van het kanton Villerupt. Daarvoor was het deel van het toen opgeheven kanton Herserange.

## Geografie
De oppervlakte van Saulnes bedroeg op 1 januari 2022 4 vierkante kilometer; de bevolkingsdichtheid was toen 565,3 inwoners per km².

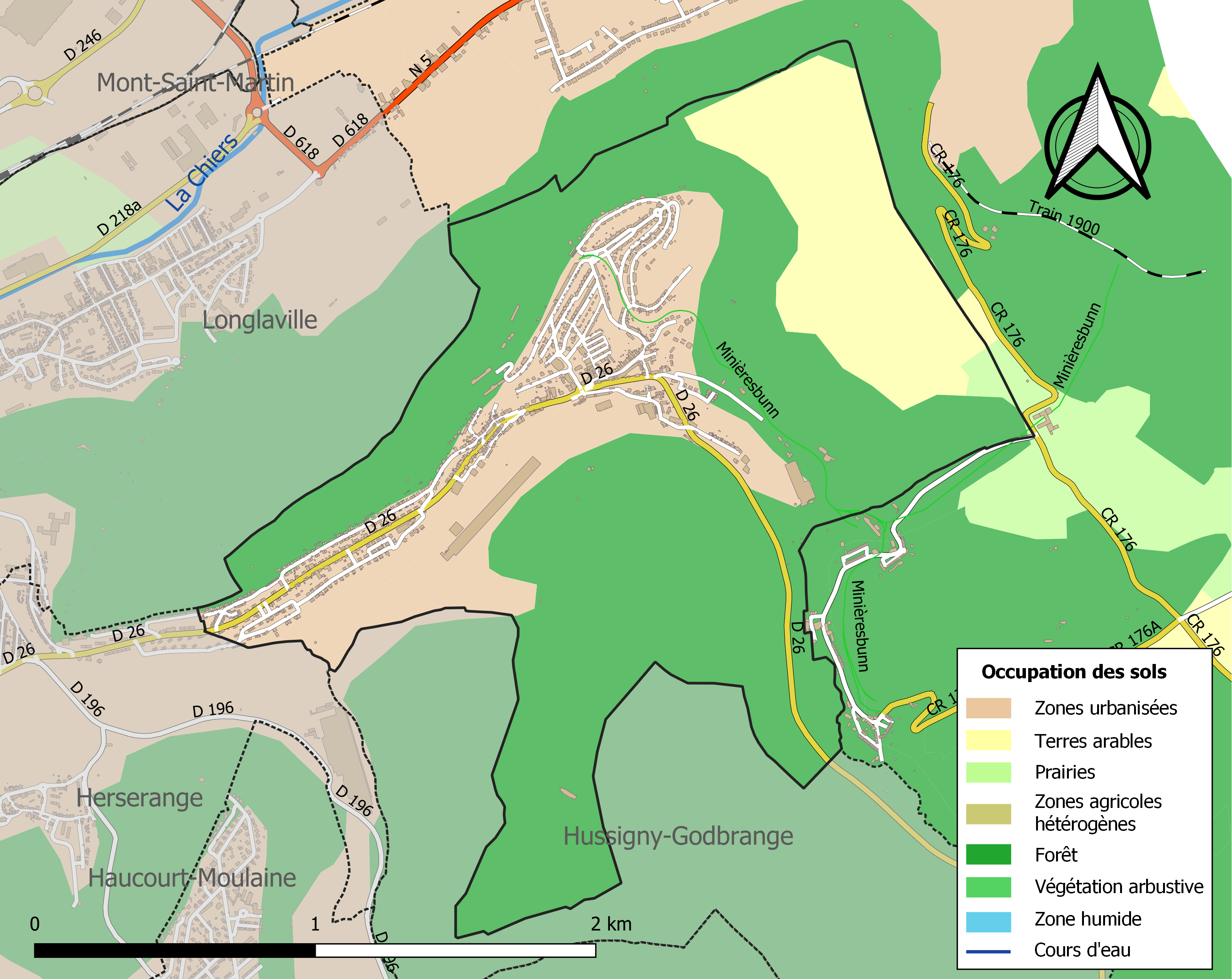
Kaart van de gemeente met de belangrijkste infrastructuur, bodemgebruik en omliggende gemeenten

## Demografie
Onderstaande figuur toont het verloop van het inwonertal (bron: INSEE-tellingen).